# Чураково (Татарстан)
Чураково (тат. Чурак) — деревня в Буинском районе Республики Татарстан России. Входит в состав Рунгинского сельского поселения.

## География
Деревня находится в юго-западной части Татарстана, в зоне хвойно-широколиственных лесов, в пределах восточной окраины Приволжской возвышенности, при автодороге 16К-0623, на расстоянии примерно 2 километров (по прямой) к западу от города Буинска, административного центра района. Абсолютная высота — 115 метров над уровнем моря.

### Климат
Климат характеризуются как умеренно континентальный, с умеренно холодной продолжительной зимой и тёплым летом. Среднегодовая температура воздуха составляет 3,9 °С. Средняя температура воздуха самого холодного месяца (января) — −11,1 °C (абсолютный минимум — −48 °C); самого тёплого месяца (июля) — 19,3 °C (абсолютный максимум — 39 °C). Безморозный период длится 125—130 дней. Среднегодовое количество атмосферных осадков составляет 483,1 мм, из которых около 345 мм выпадает в период с апреля по октябрь.

### Часовой пояс
Деревня Чураково, как и весь Татарстан, находится в часовой зоне МСК (московское время). Смещение применяемого времени относительно UTC составляет +3:00.

## История
Основана во второй половине XVII века чувашами — выходцами села Старые Чечкабы, ныне Кайбицкого района Республики Татарстан. В дореволюционных источниках известна также под названием Кабек-Касы (Кибекасси). До отмены крепостного права жители относились к категории государственных крестьян. В начале XX века действовали церковно-приходская школа и торгово-промышленное заведение.До 1920 года деревня входила в Рунгинскую волость Буинского уезда Симбирской губернии. С 1920 года в составе Буинского кантона Татарской АССР. С 10.08.1930 года в Буинском районе.

## Население
Население деревни Чураково в 2011 году составляло 569 человек.
| 1859 | 1913 | 1920 | 1926 | 1938 | 1949 | 1958 | 1970 | 1979 | 1989 | 2002 | 2010 | 2011 |
| ---- | ---- | ---- | ---- | ---- | ---- | ---- | ---- | ---- | ---- | ---- | ---- | ---- |
| 174  | 417  | 434  | 503  | 543  | 461  | 498  | 607  | 701  | 496  | 526  | 534  | 569  |

### Национальный состав
Согласно результатам переписи 2002 года, в национальной структуре населения чуваши составляли 96 %.